# Bjæverskov (plaats)
Bjæverskov is een plaats in de Deense regio Seeland, gemeente Køge, en telt 2819 inwoners (2008).